# فیدلیتی
جتور ایکس۷۰ یک خودروی کراس‌اوور سایز بزرگ ساخت شرکت جتور، یکی از زیرمجموعه‌های چری است که از سال ۲۰۱۸ تاکنون و در دو نسل تولید می‌شود. این خودرو در ایران توسط گروه بهمن با نام فیدلیتی مونتاژ می‌شود.

## جتور ایکس۷۰

### مشخصات فنی
جتور ایکس۷۰ در ایران با پیشرانه‌ی ۱٫۵ لیتری تولید می‌شود که ۱۵۵ اسب بخار توان و ۲۳۰ نیوتن‌متر گشتاور دارد. این خودرو با جعبه‌دنده‌ی ۶ سرعته اتوماتیک دوکلاچه تولید می‌شود.
سیستم تعلیق جلوی این‌ خودرو از نوع مک‌فرسون و سیستم تعلیق عقب خودرو از نوع مستقل است.

### امکانات
- اتولایت
- کروز کنترل
- سنسور جلو
- ترمز پارک برقی
- اتوهلد
- سیستم نمایش لحظه‌ای فشار باد تایرها
- سیستم تهویه‌ی دیجیتال با دریچه‌ی عقب
- در برقی صندوق عقب
- سانروف پانوراما
- آینه‌های جانبی برقی
- سنسور پارک و دوربین دنده عقب
- چراغ روشنایی روز
- دوربین ۳۶۰ درجه
- کنترل حرکت خودرو در سربالایی و سراشیبی
- ترمز پارک برقی به همراه سیستم توقف خودکار
- سامانه‌ی ورود بدون کلید
- استارت دکمه‌ای
- چهار ایربگ[۴]
- سنسور پا (صندوق‌پران هوشمند)

### فیدلیتی پرایم در ایران
فیدلیتی پرایم درواقع جتور X70 اس است که همانند بسیاری دیگر از خودروهای چینی و به دلیل سیاست‌های سازندگان (تحت تأثیر شرایط سیاسی فعلی)، با برند و نام اصلی خود به کشورمان راه نیافته است. در همین راستا گروه بهمن نام انگلیسی (Fidelity) را برای محصول جدیدش برگزیده است که <صداقت و وفاداری> معنا می‌دهد.

## جتور ایکس۷۰ پلاس
این خودرو در سال ۲۰۲۰ یک‌بار فیس‌لیفت شد و با نام جتور ایکس۷۰ پلاس عرضه شد. جتور ایکس۷۰ پلاس از یک موتور ۱٫۵ لیتری توربو با حداکثر توان ۱۵۶ اسب بخار و ۲۳۰ نیوتن‌متر گشتاور بهره‌مند است. جعبه‌دنده‌ی این خودرو ۶ سرعته‌ی دستی یا ۶ سرعته‌ی DCT (دوکلاچه) است.

### فیدلیتی پرستیژ در ایران
فیدلیتی پرستیژ دومین محصول خانواده فیدلیتی بهمن موتور به‌حساب می‌آید که در کشور چین تحت عنوان جتور ایکس ۷۰ پلاس به فروش می‌رسد. فیدلیتی پرستیژ نسخه فیس‌لیفت کامل یا به قولی به‌عنوان نسل دوم فیدلیتی پرایم، به بازار آمده است.